# Batalla de Tann
La batalla de Tann tuvo lugar el 19 de abril de 1809 entre los ejércitos del Imperio austríaco y el ejército francés del general Louis Nicolas Davout durante la Quinta Coalición. El ejército austríaco es derrotado.

## Antecedentes
El 19 de abril de 1809, el duque de Auerstadt dejó Ratisbona para ir a Neustadt y acercarse a Ingolstadt, para completar el plan del emperador de maniobrar sobre el enemigo que había llevado a Landshut, y atacar en el preciso momento en que, pensando que tenía la iniciativa, marchaba hacia Ratisbona. 

## Progreso de la batalla
El 19 de abril de 1809, al amanecer, el duque d'Auerstaedt se estableció en dos columnas:
- las divisiones Morand y Gudin formaban su derecha ;
- las divisiones Saint-Hilaire y Friant formaban su izquierda.

La división Saint-Hilaire llegó a la aldea de Peissing, donde se encontró con un enemigo más fuerte en número. El general Saint-Hilaire, apoyado por el general Friant, derrotó todo lo que tenía delante, eliminó las posiciones del enemigo, mató a un gran número de personas y tomó alrededor de 650.
La 72.ª división de línea se distinguió en este día y el 57.º regimiento de la línea honró su apodo de el Terrible obtenido en 1793, en Italia acercándose y derrotando a seis regimientos italianos.
A la izquierda, a las dos de la tarde, el general Morand también se encontró con una división austríaca, que atacó a la cabeza, mientras que Francois-Joseph Lefebvre, con un cuerpo bávaro de Abensberg, lo tomó en la retaguardia. Esta división pronto fue barrida de todas sus posiciones, y dejó unos pocos cientos de muertos y prisioneros. Todo el regimiento de dragones Levenher fue destruido por la caballería ligera bávara, y su coronel fue muerto en batalla.